# Matchbollar för världsmästerskapet i fotboll för herrar
Olika officiella matchbollar för världsmästerskapet i fotboll för herrar har skapats för varje turnering sedan 1934. Bollarna har oftast olika symboler eller nationella mönster starkt förknippade med respektive värdnation.
| VM   | Matchboll(ar)             | Bild | Beskrivning |
| ---- | ------------------------- | ---- | --- |
| 1930 | Argentinas boll i finalen |      | Tillverkare: Ingen officiell leverantör Mästerskapet hade inga officiella boll-leverantörer. Anmärkningsvärt är att man i finalen spelade med två olika fotbollsmodeller: Argentinas Tiento och Uruguays T-Model. Lagen kunde ej komma överens vilken boll man skulle spela med och domaren John Langenus bestämde då att man skulle spela en halvlek med vardera boll. |
| 1930 | Uruguays boll i finalen   |      | Tillverkare: Ingen officiell leverantör Mästerskapet hade inga officiella boll-leverantörer. Anmärkningsvärt är att man i finalen spelade med två olika fotbollsmodeller: Argentinas Tiento och Uruguays T-Model. Lagen kunde ej komma överens vilken boll man skulle spela med och domaren John Langenus bestämde då att man skulle spela en halvlek med vardera boll. |
| 1934 | Federale 102              |      | Tillverkare: Ente Centrale Approvvigionamento Sportivi (ECAS) (Rom, Italien) |
| 1938 | Allen                     |      | Tillverkare: Allen (Paris, Frankrike) |
| 1950 | Duplo T                   |      | Tillverkare: Superball |
| 1954 | Swiss World Champion      |      | Tillverkare: Kost Sport (Basel, Schweiz) Den första bollen med 18 paneler. |
| 1958 | Top Star                  |      | Tillverkare: Sydsvenska Läder och Remfabriken (Ängelholm, Sverige) |
| 1962 | Crack och Top Star        |      | Tillverkare: Custodio Zamora H. (San Miguel, Chile) Crack var den officiella bollmodellen under mästerskapet, tillverkad av Custodio Zamora H. Trots det spelade man med flera olika modeller, främst Top Star |
| 1966 | Challenge 4-star          |      | Tillverkare: Slazenger (Shirebrook, England) Slazenger tillverkade en orange boll speciellt framtagen till finalen. I de tidigare matcherna spelade man med en gul eller ljusbrun boll. Bollen bestod av 25 paneler |
| 1970 | Telstar                   |      | Tillverkare: Adidas Den första VM-bollen med 32 paneler i form av en stympad ikosaeder. Bollen bestod av 12 svarta pentagoner och 20 vita hexagoner. Det svart-vita mönstret gjorde det enklare att följa bollen vid svart-vita TV-sändningar. Namnet Telstar kommer från Telstars kommunikationssatellit. |
| 1974 | Telstar Durlast           |      | Tillverkare: Adidas |
| 1978 | Tango                     |      | Tillverkare: Adidas |
| 1982 | Tango España              |      | Tillverkare: Adidas |
| 1986 | Azteca                    |      | Tillverkare: Adidas Den första bollen som var tillverkad av enbart syntetmaterial. Bollens mönster var inspirerad från aztekernas arkitektur och målningar. |
| 1990 | Etrusco Unico             |      | Tillverkare: Adidas Bollens mönster var inspirerad från etruskisk konst. 20 paneler var dekorerade med tre etruskiska lejonhuvuden. |
| 1994 | Questra                   |      | Tillverkare: Adidas Bollen var designad med ett rymdtema till minne av 25-år jubileet av den första bemannade månfärden som landade på månen. |
| 1998 | Tricolore                 |      | Tillverkare: Adidas |
| 2002 | Fevernova                 |      | Tillverkare: Adidas |
| 2006 | +Teamgeist                |      | Tillverkare: Adidas Bollen består av 14 hoplimmade paneler sammanförda under värmetryck istället för den klassiska bollen som består av 32 5- och 6-kantiga rutor vilka är hopsydda. Det innebär att antalet trefältsskarvar minskats med 60 %, från 60 till 24. Den nya konstruktionen medför att bollen blir rundare och mer motståndskraftig mot vatten. Aerodynamiken blir också bättre och på så sätt kan bollbanan förutses bättre.                                                            |
| 2006 | +Teamgeist Berlin         |      | Tillverkare: Adidas Bollen består av 14 hoplimmade paneler sammanförda under värmetryck istället för den klassiska bollen som består av 32 5- och 6-kantiga rutor vilka är hopsydda. Det innebär att antalet trefältsskarvar minskats med 60 %, från 60 till 24. Den nya konstruktionen medför att bollen blir rundare och mer motståndskraftig mot vatten. Aerodynamiken blir också bättre och på så sätt kan bollbanan förutses bättre.                                                            |
| 2010 | Jabulani                  |      | Tillverkare: Adidas Jabulani betyder fest eller firande på zulu. Bollen skall på den tiden ha varit den rundaste fotboll som tillverkats, och väger endast 440 gram. Bollen har fyra triangulära fält som innehåller elva färger som skall symbolisera de elva spelarna på planen, de elva språken som talas i Sydafrika samt Sydafrikas elva communities. Under finalen användes en specialversion av bollen, kallad Jo'bulani. Skillnaden mot den ordinarie bollen är att Jo'bulani är guldfärgad. |
| 2014 | Brazuca                   |      | Tillverkare: Adidas Brazuca är en term i Brasilien som återspeglar landets synsätt till fotboll, och symboliserar känslor, stolthet och välvilja. Ordet brazuca är ett teleskopord av Brasil samt Bazuca, det portugisiska ordet för bazooka (raketgevär). Brazuca är även ett slangord för en person som härstammar från Brasilien. Bollen väger 437 gram och består endast av sex delar. Bollen har även fått en skrovlig yta för bättre grepp.                                                    |
| 2018 | Telstar 18                |      | Tillverkare: Adidas Telstar 18 är namnet på den matchboll som används i VM 2018. |
| 2022 | Al Rihla                  |      | Tillverkare: Adidas Al Rihla (arabiska: Resfärden) är namnet på den matchboll som används i VM 2022. |